# Шадеж
Шадеж — река в России, протекает в Великоустюгском районе Вологодской области. Устье реки находится в 14 км по правому берегу реки Луза. Длина реки составляет 11 км.
Исток реки в лесном массиве в 5 км к северо-востоку от деревни Новосёлово и в 20 км к юго-востоку от центра Великого Устюга. Река течёт на юго-запад, русло извилистое. В среднем течении пересекает дорогу Ильинское — Великий Устюг, на которой по разные стороны от реки стоят деревни Новосёлово и Михайловская. Впадает в Лузу в трёх километрах выше деревни Шастово. Ширина реки на всём протяжении не превышает 10 м.

## Данные водного реестра
По данным государственного водного реестра России и геоинформационной системы водохозяйственного районирования территории РФ, подготовленной Федеральным агентством водных ресурсов:
- Бассейновый округ — Двинско-Печорский
- Речной бассейн — Северная Двина
- Речной подбассейн — Малая Северная Двина
- Водохозяйственный участок — Юг
- Код водного объекта — 03020100212103000013331